# Windows Mobile 5.0
A Windows Mobile 5.0 a Microsoft Windows Mobile termékcsaládjának tagja, a Windows Mobile 2003 utódja. A Magneto kódnevű rendszert a 2005. május 9. és 12. között megrendezett Mobile and Embedded Developers Conference-en adták ki; az első ezt futtató eszköz a Dell Axim x51 volt. Általános támogatása 2010. október 11-én, kiterjesztett támogatása pedig 2015. október 12-én szűnt meg.

## Funkciók
A Microsoft Office Mobile a Word, Excel és PowerPoint új verzióit tartalmazza; a Wordben már lehetséges a táblázatok és ábrák beillesztése, az Excelben pedig a grafikonok rajzolása. A médiafájlok lejátszása a Windows Media Player 10-es verziójával lehetséges. A rendszer támogatja a QUERTY-kiosztást, az ActiveSync 4.2-es verziója pedig a VPN-kliensek jobb kezelését kínálja.
A Caller ID-val a kapcsolatokhoz képek rendelhetőek. A DirectShow-keretrendszer mellett a szoftver támogatja a hardveres gyorsítást, így az elavult grafikus képességeket eltávolították.

## Hardver
A Windows Mobile 5.0-hoz ARM-kompatibilis processzor (például Intel XScale), 64 MB RAM és 64 MB tárhely szükséges.

## Fordítás
- Ez a szócikk részben vagy egészben  a   Windows Mobile 5.0 című angol Wikipédia-szócikk ezen változatának fordításán alapul.  Az eredeti cikk szerkesztőit annak laptörténete sorolja fel. Ez a jelzés csupán a megfogalmazás eredetét és a szerzői jogokat jelzi, nem szolgál a cikkben szereplő információk forrásmegjelöléseként.